# Dmitrij Wiaźmikin
Dmitrij Władimirowicz Wiaźmikin, ros. Дмитрий Владимирович Вязьмикин (ur. 27 września 1972 we Włodzimierzu, Rosyjska FSRR) – rosyjski piłkarz, grający na pozycji napastnika.

## Kariera piłkarska

### Kariera klubowa
Wychowanek SDJuSzOR we Włodzimierzu. Pierwsze trenerzy A.M. Czeczotkin, J.M. Czursinow, S.A. Rusakow, A.J. Akimow. Rozpoczął karierę piłkarską najpierw w rezerwowej drużynie Torpedo Włodzimierz, a od 1992 w podstawowej jedenastce. W 1995 przeszedł do klubu Sokoł-PŻD Saratów, a latem 1996 do Gazowik-Gazprom Iżewsk. Na początku 1997 został zaproszony do zespołu z Wyższej Ligi – Szynnika Jarosław. Na najwyższym poziomie bronił barw klubów Lokomotiw-NN Niżny Nowogród, Torpedo Moskwa, Urałan Elista i Ałanija Władykaukaz. W 2001 w moskiewskim klubie został królem strzelców Wyższej dywizji. Na początku 2004 powrócił do rodzimego Torpeda Włodzimierz i w tym że sezonie zdobył tytuł króla strzelców Drugiej dywizji. W 2011 zakończył karierę piłkarską w Spartaku Kostroma.

## Sukcesy i odznaczenia
Sukcesy klubowe
- brązowy medalista Rosyjskiej Wyższej Dywizji: 2001

Sukcesy indywidualne
- król strzelców Mistrzostw Rosji: 2001 (18 goli)
- król strzelców Rosyjskiej Drugiej Dywizji: 2004 (25 goli)
- najbardziej efektywny piłkarz w historii Torpeda Włodzimierz

Odznaczenia
- tytuł Mistrza Sportu ZSRR